# Avro Lancaster
Авро 683 Ланкастер (англ. Avro 683 Lancaster) — британский тяжёлый четырёхмоторный бомбардировщик, состоявший на вооружении Королевских ВВС. Являлся основным, наряду с «Галифаксом», тяжёлым бомбардировщиком Королевских ВВС во время Второй мировой войны (на его счету 3/4 всего бомбового груза, сброшенного британской авиацией).
Географическое положение США и Великобритании обусловило принятие военной доктрины по применению авиации для уничтожения промышленного потенциала Германии и её союзников. В годы Второй Мировой войны в этих странах упор был сделан на создание тяжелых четырёхмоторных бомбардировщиков.
В Англии подобные самолёты начали проектировать в середине 30-х годов. С началом Второй мировой войны на вооружение Королевских ВВС были приняты три бомбардировщика этого класса — «Стирлинг», «Галифакс» и «Ланкастер». Первым на вооружение в августе 1940 года поступил «Стирлинг», в сентябре 1940 года — «Галифакс» и в 1942 году — «Ланкастер». В итоге «Ланкастер» стал самым лучшим и самым массовым тяжелым  бомбардировщиком Великобритании.
Первый боевой вылет «Ланкастеров» был совершён в марте 1942 года. Всего «Ланкастеры» совершили более 156 тысяч боевых вылетов и сбросили более 600 000 тонн бомб.
Бомбардировщик использовался для выполнения множества других задач, включая точные дневные удары, доставку сверхтяжёлых бомб «Tallboy» и «Grand Slam». Большую известность самолёт получил после проведённой в 1943 году операции «Большая порка» — бомбардировки речных плотин в долине Рура.
Самолёт получил название по небольшому английскому городу Ланкастеру.

## Разработка
«Ланкастер» является дальнейшим развитием конструкции двухмоторного среднего бомбардировщика «Манчестер». «Манчестер» по его бомбовой нагрузке в 4695 кг можно отнести к тяжёлым бомбардировщикам, но двигатели Роллс-Ройс Валчер (англ. Rolls-Royce Vulture), которыми он оснащался и которые позволяли ему нести такую бомбовую нагрузку, отличались низкой надёжностью и так и не были доведены, а наличие всего двух двигателей не позволяло самолёту благополучно вернуться на базу в случае отказа одного из них.
Главный конструктор фирмы «Авро» Рой Чадвик предложил оснастить машину четырьмя более надёжными, но менее мощными двигателями Роллс-Ройс Мерлин и крылом увеличенного размаха, сохранив старый фюзеляж. Это изменение позволило увеличить максимальную боевую нагрузку с 4695 до 6350 кг, запас топлива с 6435  до 8153 л, дальность полёта с 1930 до 3780 км, потолок более чем в два раза. Новый самолёт получил обозначение Авро Тип 683.
9 января 1941 года лётчик-испытатель Х. Торн поднял в воздух прототип, имевший бортовой номер BT308. Первоначально самолёт считался одной из модификаций «Манчестера» и обозначался как Манчестер III; позднее он получил собственное имя — Ланкастер. Прототип имел трёхкилевое хвостовое оперение, позаимствованное у «Манчестера»; позднее оно было заменено двухкилевым, с которым самолёт и пошёл в серию. По образцу «Ланкастера» так же было изменено и хвостовое оперение «Манчестера», производство которого стремительно росло. Фирма «Авро» получила заказ на постройку четырёх прототипов «Ланкастера».

## Серийное производство
С октября 1941 года началось серийное производство самолёта, закончившееся уже после войны в феврале 1946 года. Производственные мощности фирмы «Авро» не позволяли в полном объёме выполнить заказ на постройку новых самолётов. Выпуск требуемого количества бомбардировщиков стал возможным благодаря продуманной в технологическом плане конструкции самолёта (он собирался из 36 крупных узлов) и привлечению более 600 субподрядчиков по всей стране. Производство нового самолёта помимо завода Avro в Чаддертоне началось на заводах фирм Vickers-Armstrongs в Честере, Armstrong Whitworth в Ковентри, Metropolitan-Vickers в Манчестере и Austin Motor Company в Лонгбридже, Бирмингеме, а также в Канаде на заводе Victory Aircraft в Мелтон, Онтарио.
«Ланкастер» стал самым массовым английским четырёхмоторным бомбардировщиком во Второй мировой войне. Всего было выпущено 7 377 самолётов. На заводах фирмы «Авро» было изготовлено — 3 673, на заводах «Армстронг Уитворт» — 1 329, на «Остин Моторс» — 330, на «Метрополитен-Викерс» — 1 060, «Викерс Армстронг» — 535, в Канаде — 430 бомбардировщиков «Ланкастер».

## Описание конструкции

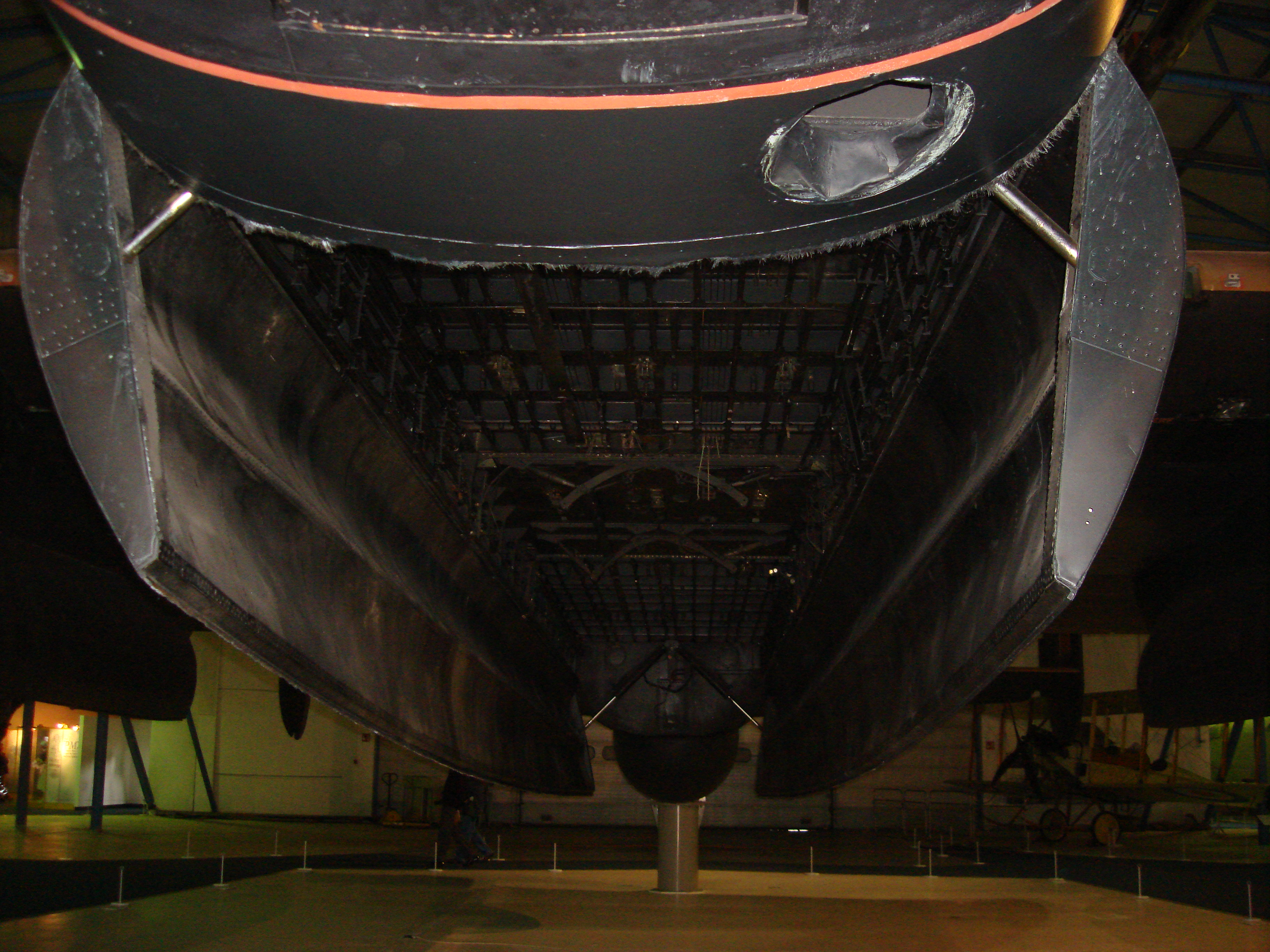
Бомбовый отсек «Ланкастера»

«Авро Ланкастер» — четырёхмоторный свободнонесущий цельнометаллический среднеплан, имеющий овальное сечение фюзеляжа. Экипаж из семи человек размещался на различных позициях по всей длине фюзеляжа. В передней части размещался бомбардир, он же мог занимать позицию стрелка из передней башни. Его основное местоположение ничком на полу в носовой части фюзеляжа, там находился бомбовый прицел и селектор сброса бомб.
За носовой частью фюзеляжа над бомбоотсеком располагалась кабина пилота и бортинженера. Их рабочие места располагались бок о бок, пилот сидел слева. За спиной пилота и бортинженера находились рабочие места штурмана и радиста. В хвостовой части размещались верхний и хвостовой стрелки.
Самолёт собирался из 36 отдельных модулей, имевших буквенно-цифровое обозначение, что упрощало его производство. Фюзеляж — клёпаный полумонокок, состоял из пяти модулей, соединявшихся болтами. Передний (D1) содержал в себе кабину бомбардира и переднюю стрелковую башню, следующий D2 — кабину пилотов и переднюю часть бомбового отсека, F1 выполнялся заодно с центропланом и состоял из кабины штурмана и радиста и основной части бомбоотсека, к D3 крепилась верхняя стрелковая башня, и хвостовая D4 предназначалась для установки стабилизатора, хвостового колеса и задней стрелковой башни. Для транспортировки фюзеляж мог разбираться на 3 части. Бомбовый отсек длиной 10,05 м, доставшийся от «Манчестера», закрывался двумя створками с помощью гидравлики. Вдоль всего фюзеляжа имелся проход, что позволяло оказать помощь при ранении членов экипажа и обеспечивало взаимозаменяемость.
Крыло также состояло из пяти модулей — центральной, интегрированной с фюзеляжем, двух внутренних секций с внутренними двигателями, и двух внешних консолей со своими двигателями. Крыло — двухлонжеронное, с работающей обшивкой. Закрылки — двухсекционные, по секции на внутренней и внешней консолях, с металлической обшивкой и гидроприводом. Внутренние секции закрылков отклонялись вместе с задней частью мотогондол. Элероны с полотняной обшивкой, оснащены триммерами. Хвостовое оперение — двухкилевое с килями овальной формы, стабилизатор — двухлонжеронный. Рули высоты и направления с металлической обшивкой и имели весовую и аэродинамическую компенсацию.
Шасси трёхстоечное, с хвостовым колесом. Основные стойки убирались гидроприводом назад-вверх в мотогондолы внутренних двигателей и после уборки полностью закрывались створками. Амортизация — масляно-воздушная, тормоза пневматические. Хвостовая стойка — неубирающаяся, дополнительное сопротивление, создаваемое ей в полёте компенсировалось меньшим весом из-за отказа от привода.
Силовая установка - четыре двенадцатицилиндровых V- образных поршневых двигателя жидкостного охлаждения Rolls-Royce "Merlin" XX, XXII, XXIV (все по 1280 л.с.) использовались на бомбардировщиках  "Ланкастер" Мк.I; на самолётах "Ланкастер" Mk.III устанавливали двигатели "Merlin" 28 (1300л.с.), 38 (1480 л.с.), 224 (1640 л.с.). Воздушные винты трехлопастные, постоянных оборотов.
Вооружение - бомбовое вооружение размещалось в бомбоотсеке на внутренней подвеске. Кроме различных типов тяжёлых бомб, бомбардировщик мог нести и морские мины. Для бомбометания использовались различные векторные бомбовые прицелы. Оборонительное вооружение состояло из восьми пулемётов Браунинг калибра 7,69 мм. Пулемёты размещались в трех стрелковых башнях на турелях с гидравлическим приводом. На носовой и верхней турелях устанавливались по два пулемёта с боезапасом по 1000 патронов на ствол, на хвостовой турели четыре пулемёта по 2500 патронов на ствол. Часть самолётов оснащалась подфюзеляжной турелью с двумя пулемётами по 750 патронов на ствол.

## Модификации
Mk.I - первая серийная модификация оснащалась четырьмя двигателями Rolls-Royce Merlin XX, мощностью 1 280 л.с. каждый. Часть самолётов была переоборудована в фоторазведчики PR Mk.I. Самая массовая модификация: всего было построено 3 434 экземпляра.
Mk.1 (Special) - модификация для установки 10-тонной сейсмической бомбы "Grand Slam". Были сняты створки бомбоотсека. Установили более мощные двигатели Rolls-Royce "Merlin" 24 и усилены стойки шасси. Передняя и верхние турели демонтировались. Был уменьшен запас топлива, но дальности хватало достичь любой точки континентальной Европы.
Mk.I/III - с 1943 года на бомбардировщиках стали устанавливали радар, который позволял отслеживать поверхность земли, невзирая на ночь или облачность. Полученный от антенн, отражённый от поверхности, сигнал проецировался на экран оператора. Антенна радара размещалась в хвостовой части фюзеляжа и закрывалась обтекателем из плексигласа.
Mk.I/III Special (Dambuster) - модификация для установки "прыгающих" бомб-мин для рейдов по разрушению плотин и дамб в районе Рура. Створки бомбоотсека были демонтированы, а задняя часть бомбоотсека закрывалась обтекателем. В передней части бомбоотсека устанавливали кронштейны для подвески мины. С самолёта была демонтирована верхняя турель, место её установки закрывали обтекателем.
Mk.I (FE) - тропическая модификация бомбардировщика для использования на Тихоокеанском театре военных действий. Необходимость длительных полетов над океаном потребовало установки на "Ланкастерах" более точных и надёжных систем навигации. Доработка, после выпуска с серийных заводах, производилась в Северной Ирландии на фирме Harland & Wolf в Белфасте.
Mk.II - модификация с двигателями Bristol "Hercules" VI, мощностью 1725 л.с. После развёртывания полномасштабного серийного производства "Ланкастеров" возникла проблема нехватки моторов Rolls-Royce "Merllin", поэтому часть самолётов решили оснастить двигателями воздушного охлаждения "Hercules", которые выпускались фирмой Bristol. Заказ на эти самолёты получила фирма Armstrong-Witworth.  Также эта фирма выпускала бомбардировщики с звездообразными 14-цилиндровыми  двигателями воздушного охлаждения Hercules XVI, мощностью 1735 л.с.
Mk.III - аналог Mk.I с двигателя Rolls-Royce "Merlin", котоые собирались фирмой "Packard" по лицензии. В английских ВВС этот двигатель получил обозначение Merlin 28, а в американских Packard V-1650-1. Часть самолётов этой модификации вместо нижней турели оснащалась радарами с обтекателем.
Mk.IV - модификация на основе Mk.III с увеличенными размерами и двигателями Rolls-Royce "Merlin" 85. Испытания опытного экземпляра проводились в июне 1944 года  и этот вариант стал прототипом бомбардировщика "Lincoln" Mk.I.
Mk.V - модификация "Avro Lancaster" с улучшенными характеристиками, которая являлась прототипом бомбардировщика "Lincoln" Mk.II.
Mk.VI  - модификация с двигателями Rolls-Royce "Merlin" 85 с двухскоростными нагнетателями.
Mk.VII - модификация с новой турелью, оснащённой двумя пулемётами Браунинг калибра 12,7 мм
Mk.VII (FE) - тропическая модификация Mk.VII
Mk.X -  модификация на базе Mk.III, производившаяся по лицензии в Канаде на заводе фирмы Victory. С сентября 1943 года было собрано 430 самолётов. На самолётах устанавливали воздушные винты с более широкими лопастями, что обеспечивало больший потолок и повышало скороподъёмность.
Lancaster A.S.R. /G.R. / M.R.III. Во Второй мировой войне британские ВВС использовали американские морские спасательные самолёты, которые после окончания войны были возвращены в США по условиям ленд-лиза.  Англия ощущала острую нехватку самолётов этого типа. Чтобы решить эту проблему, в срочном порядке в конце 1945 года, было доработано большое количество "Ланкастеров" Мк.III последних серий. На фирме Canliffe-Owen Aircraft на самолёты устанавливали приспособления для подвески спасательной лодки. Самолёты получили обозначение "Lancaster" A.S.R.III ( Air Sea Rescue - морские спасатели).
В 1947 году часть спасательных самолётов Lancaster A.S.R. переделали в разведывательный вариант, получивший обозначение Lancaster G.R. (General Reconnaissance - основной разведчик). На самолёте устанавливался бортовой радар класса "воздух-поверхность". Под хвостовой турелью монтировался контейнер с фотокамерой. Верхняя турель демонтировалась и место её установки закрывалось обтекателем.

В 1950 году несколько самолётов переоборудовали для осуществления морской разведки. Бомбардировщик получил обозначение Lancaster M.R. III (Maritime Reconnaissance - морской разведчик).

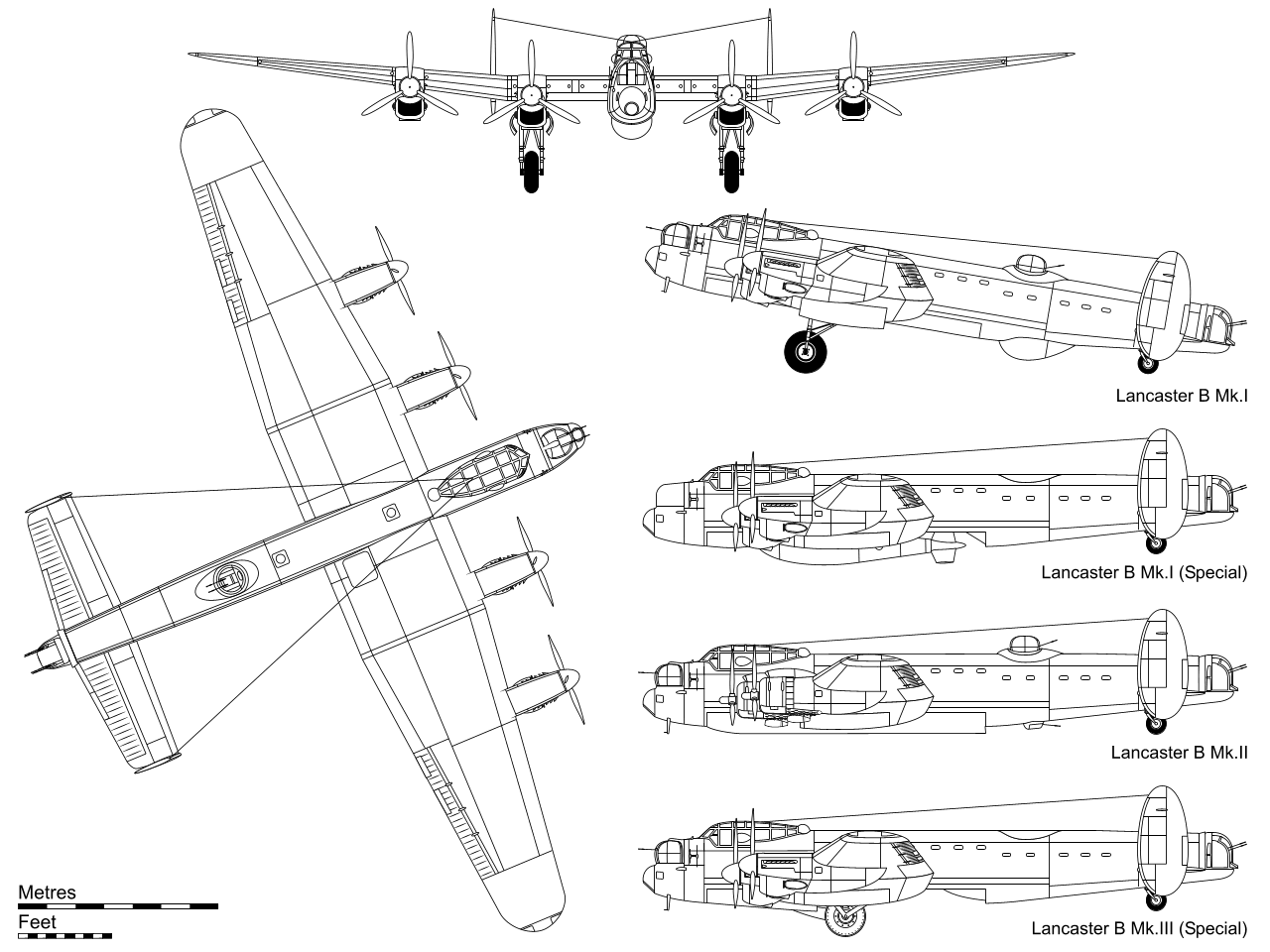

На этих самолётах устанавливали усиленные шасси. Для наблюдателей, в фюзеляже перед хвостовым оперением, были установлены иллюминаторы.

## Боевое применение

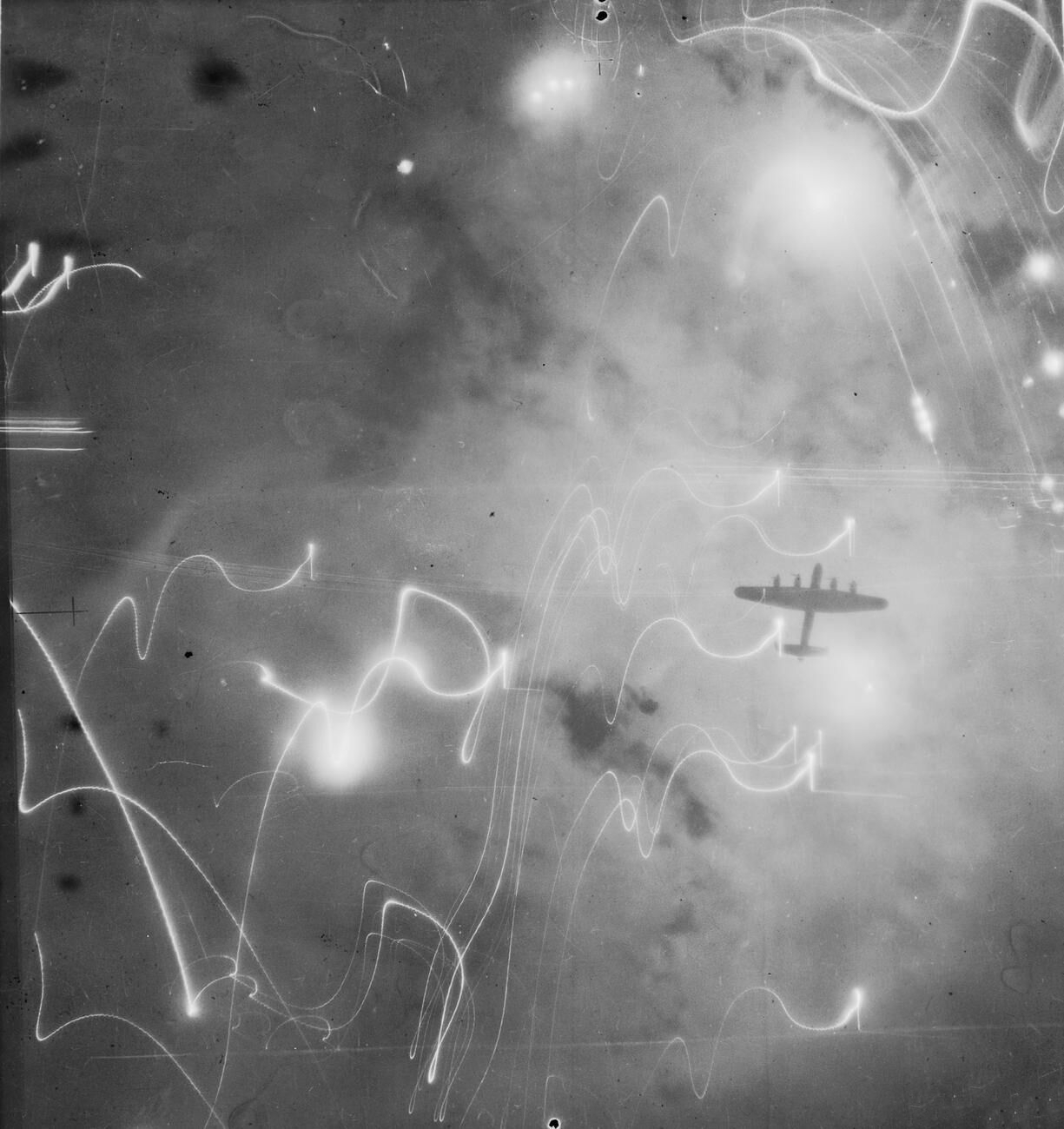
«Ланкастер» над Гамбургом, ночь 30/31 января 1943 года

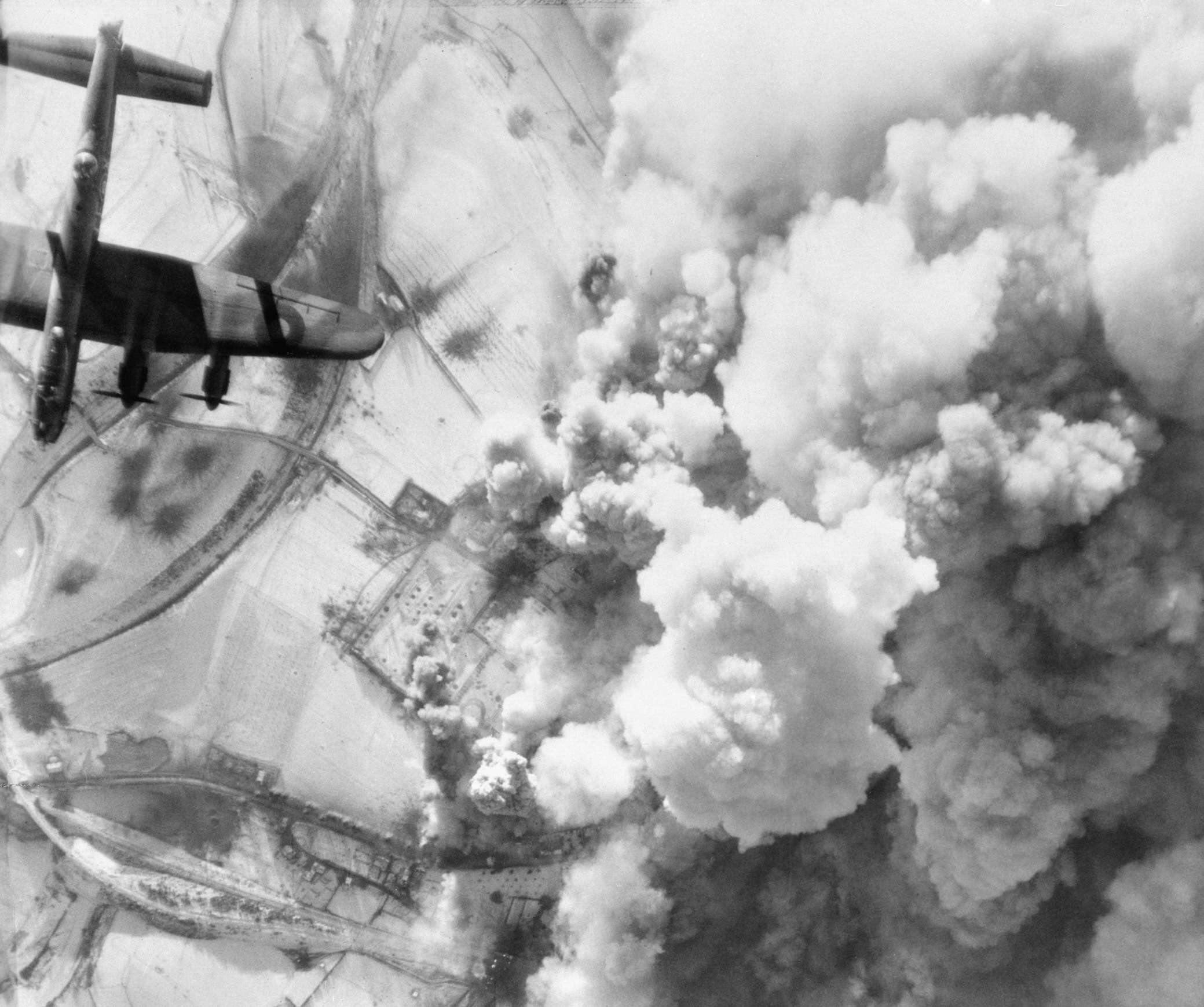
Атака «Ланкастерами» Санкт-Вит, Бельгия, 26 декабря 1944 года

Первой эскадрильей Королевских ВВС, получившей на вооружение «Ланкастеры», стала 44-я эскадрилья, следом за ней 97-я эскадрилья. Всего к концу войны действовало 55 эскадрилий, укомплектованных бомбардировщиками «Ланкастер».
Первый боевой вылет «Ланкастеры» совершили 2 марта 1942 года, во время которого самолёты 44-й эскадрильи заминировали Гельголандскую бухту.
Дебют «Ланкастера» в роли бомбардировщика состоялся в ночь на 10-11 марта во время налёта на Эссен, в котором приняли участие «Ланкастеры» 44-й и 97-й эскадрилий.
С принятием на вооружение тяжёлых четырёхмоторных хорошо защищённых бомбардировщиков, Бомбардировочное Командование решило возобновить дневные рейды, которые ранее вынужденно прекратились из-за больших потерь двухмоторных бомбардировщиков.
17 апреля 1942 года 12 самолётов 44-й и 97-й эскадрилий совершили дневной налёт на завод по производству дизелей фирмы MAN. 4 самолёта были потеряны ещё на пути к цели, ещё 3 были сбиты на обратном пути, а все вернувшиеся 5 машин были повреждены. Несмотря на потери, дневные рейды продолжались: последний состоялся 17 октября 1942 года, когда 90 «Ланкастеров» отбомбились по заводу Schneider в Ле-Крезо. В ходе этого налёта был потерян только один самолёт.
Несмотря на высокий уровень потерь от противодействия немецкой ПВО во время дневных налётов, Бомбардировочное Командование вынуждено было продолжать их из-за низкой эффективности ночных бомбардировок — по данным разведки, лишь 50 % сброшенных бомб падало в район цели, кроме того, три британских экипажа из четырёх даже не были уверены в том, что они обнаружили цель.
В августе 1942 года начала боевые действия 8-я Воздушная Армия ВВС США, имевшая на вооружении более защищённые бомбардировщики «Летающая крепость» Б-17, что давало возможность американцам осуществлять дневные бомбардировки противника. Это позволило Королевским ВВС сосредоточиться на ночных рейдах против Германии.
25 апреля 1945 года "Ланкастеры" совершили последний боевой вылет во время войны - это была бомбежка резиденции Гитлера в Берхтесгадене. В мае 1945 года "Ланкастеры" перевезли из Германии в Англию около 74 000 военнопленных, освобождённых из немецких лагерей. В это же время "Ланкастеры" совершили 3 156 самолёто-вылетов, сбросив 6 000 тонн продовольствия голодающим жителям в Голландии.
За годы войны из построенных 7 377 машин было потеряно на земле и в воздухе 3 349 "Ланкастеров"; всего эти бомбардировщики совершили 156 308 боевых вылетов. Отношение потерь к боевым вылетам составило 2,14%, что является самым низким показателем среди всех британских бомбардировщиков. На один потерянный "Ланкастер" в среднем приходилось 132 т сброшенных бомб.

## Мирное время
В послевоенное время  с части самолётов "Ланкастер" было демонтировано вооружение и военное оборудование и они были переданы в состав гражданской авиации. Самым массовым стал спасательный вариант (112 самолётов), на котором в бомболюке устанавливали спасательную лодку.
100 самолётов было переоборудовано для дальней разведки. Этими самолётами были укомплектованы три дивизиона в Великобритании и два на Мальте. К 1950 году бомбардировщиками "Ланкастер" были оснащены восемь дивизионов в Великобритании, два в Индии и три на Ближнем Востоке. Последний самолёт в Великобритании выполнял полеты до октября 1956 года в Школе морской разведки.
В Канаде все "Ланкастеры" были переоборудованы для различных задач: бомбардировщик-разведчик, морской разведчик, морской патрульный самолёт, морской спасательный, фоторазведчик и тренировочный самолёт для штурманов. Последний из канадских "Ланкастеров" был списан в 1964 году.
В 1948 году 15 "Ланкастеров" было продано Аргентине, 9 самолётов передали Египту. В этих странах бомбардировщики использовали, в основном, как военно-транспортные самолёты.
В 1952 году англичане передали Франции 55  самолётов, изготовленных в разведывательном варианте. Последние французские "Ланкастеры" были выведены из эксплуатации в 1964 году. Эти самолёты служили во Франции, в Алжире и на базах в Тихом океане.

## Сохранившиеся самолёты
PA474 (Мемориальная эскадрилья британских ВВС) — не единственный летающий экземпляр.
Канадский музей военных самолётов осуществляет регулярные полёты Avro Lancaster.

## Тактико-технические характеристики
Технические характеристики
- Экипаж: 7 человек
- Длина: 21,18 м
- Размах крыла: 31,09 м
- Высота: 5,97 м
- Площадь крыла: 120 м²
- Масса пустого: 16 705 кг
- Масса снаряжённого: 29 000 кг
- Силовая установка: 4 × поршневой Rolls-Royce Merlin XX V12
- Мощность двигателей: 4 × 1280 л. с.

Лётные характеристики
- Максимальная скорость: 450 км/ч
- Практическая дальность: 4600 км
- Практический потолок: 8160 м
- Скороподъёмность: 320 м/мин
- Нагрузка на крыло: 168 кг/м²
- Тяговооружённость: 130 Вт/кг

Вооружение
- Стрелково-пушечное:  

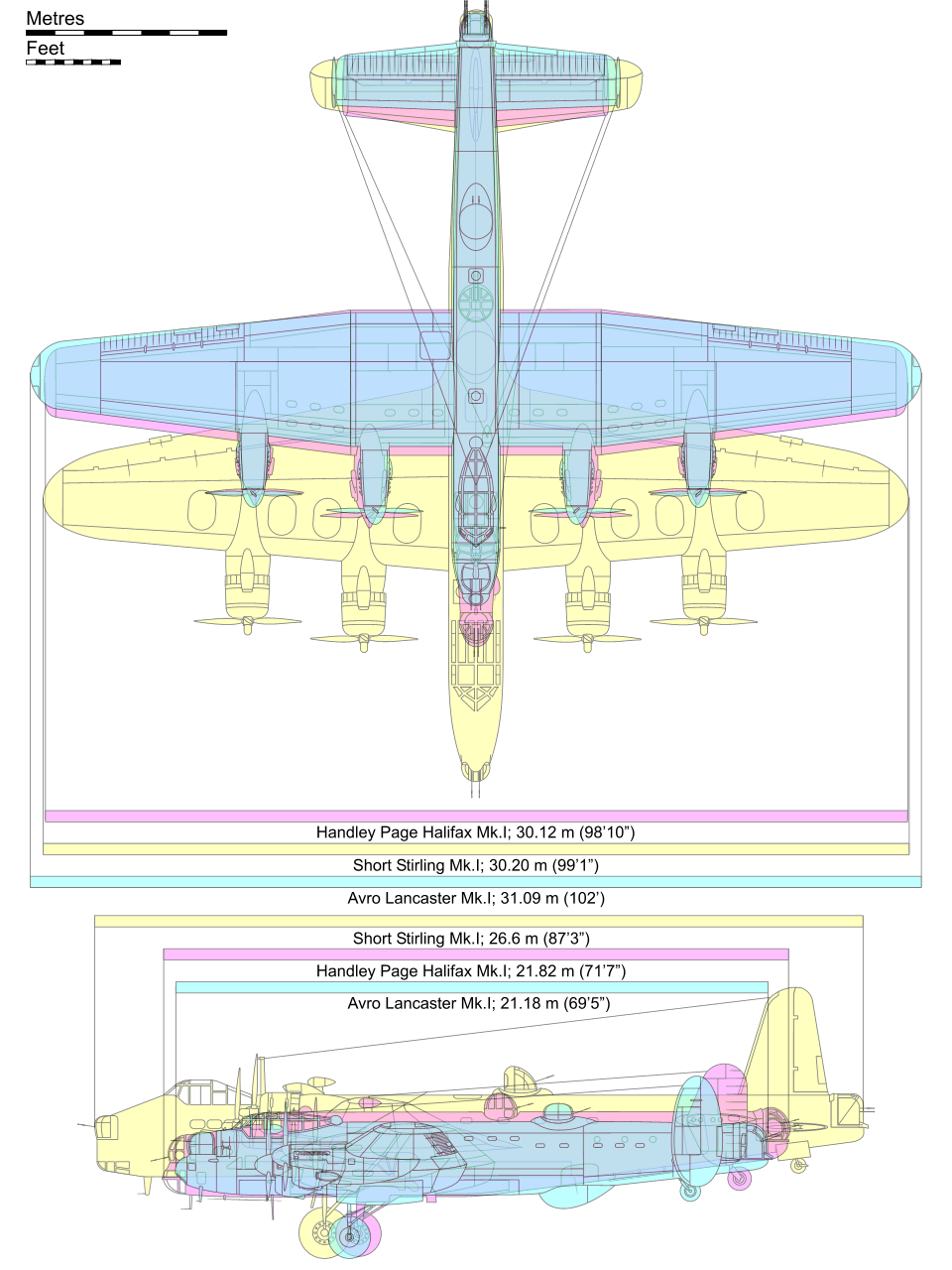
Сравнительные размеры трёх британских тяжёлых бомбардировщиков Второй мировой войны — Авро Ланкастер, Шорт Стирлинг и Хендли Пейдж Галифакс

  - 8 × 7,7 мм  пулемёты Браунинга (.303 British)
- Боевая нагрузка:  
  - максимальная 10 000 кг
  - нормальная 6 400 кг